# Dehesa Boyal de Parla
La Dehesa Boyal de Parla, es una dehesa del municipio de Parleño, situado en la Comunidad de Madrid, España. Es conocida como tal desde la aparición de las vías pecuarias, una zona ideal para que el sector de la ganadería lleve los rebaños a pastar. Además cuenta con el Bosque Arroyo Humanejos y el Parque de las Comunidades de España. 

## Geografía

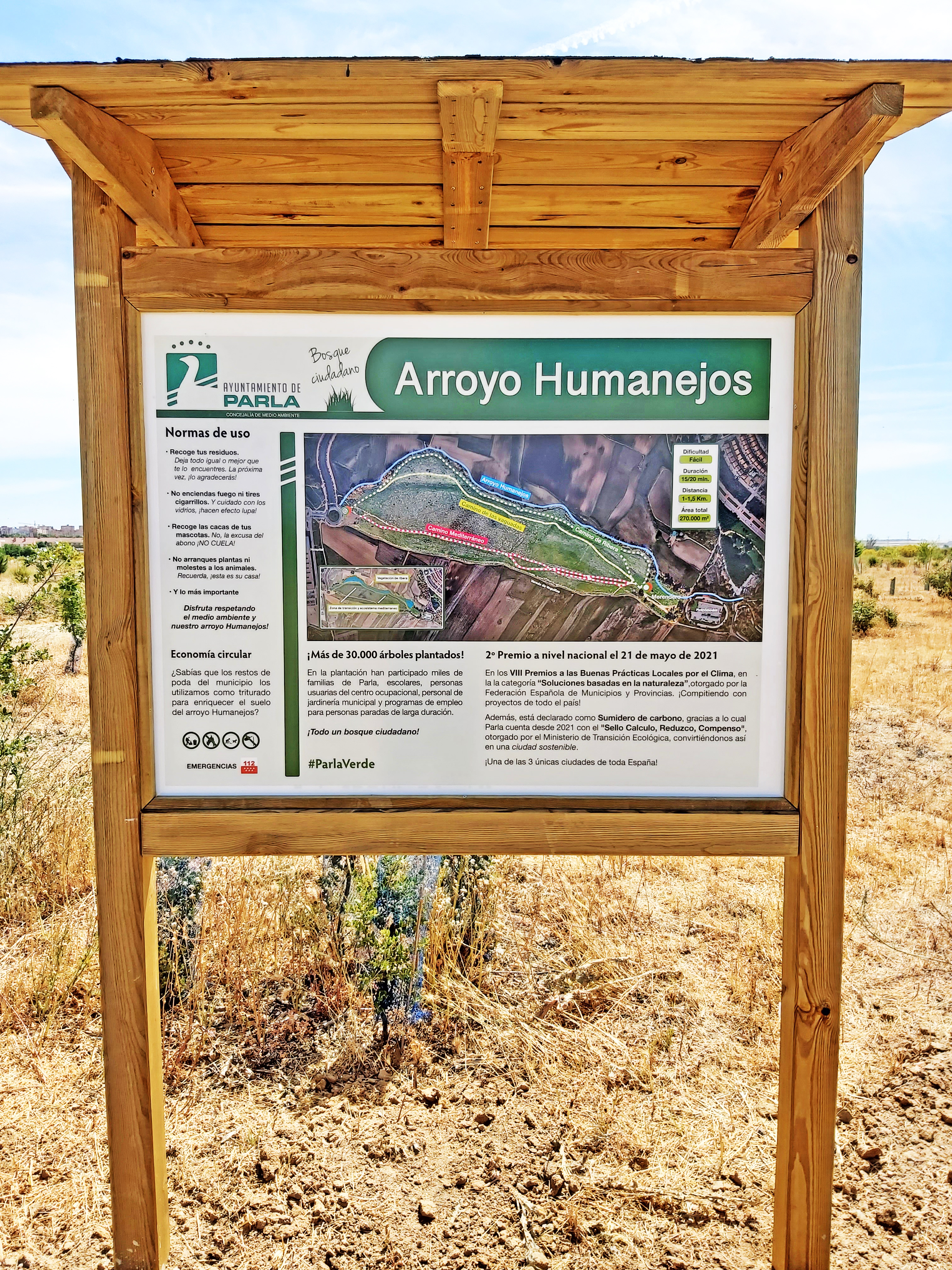
Cartel de la zona recuperada de la dehesa boyal bautizada como bosque arroyo Humanejos

La Dehesa Boyal está situada al sur de la zona urbana del municipio, concretamente en la zona conocida como el Prado o los Prados, ocupando una gran extensión. A su alrededor destaca el recorrido del arroyo Humanejos y su bonito paisaje formado por su gran vegetación, así como el cañaveral que crece alrededor del arroyo y los múltiples caminos y veredas de su entorno con albercas y pozos, pues era una zona enfocada a la agricultura y ganadería. Las vías pecuarias señalizadas en toda la zona con carteles se extienden desde las proximidades del hospital, alrededor del arroyo Humanejos, donde queda una pequeña extensión con pinos de gran envergadura que rodean un antiguo pozo, estas vías continúan al otro lado por el recorrido del arroyo, y las vías pecuarias donde se ha recuperado la zona, que ocupa una superficie de 270.000 metros con repoblaciones anuales del arbolado autóctono, en 2016 se plantaron unos 4000 ejemplares, hasta 2021 se han plantado más de 30.000 árboles, recuperando la zona natural y su bonito bosque autóctono, convirtiendo toda la dehesa en un espacio protegido como el gran parque del sur de Parla, en 2022 esta zona ya recuperada se le bautizo como el Bosque Arroyo Humanejos, llegando su extensión hasta el parque de las Comunidades de España, que también forma su conjunto parte de la dehesa boyal, el parque actualmente está dividido en tres recintos cerrados tras unas pequeña remodelación, donde se encuentra una gran vegetación verde con gran arbolado y pasa por el parte del arroyo Humanejos.
- Recinto uno: el primero de los recintos se encuentra más cerca de la zona urbana, tiene una gran extensión verde de arbolado en él se encontraban los carteles que representan a las comunidades de (Galicia, Asturias, Cantabria, País Vasco y La Rioja).

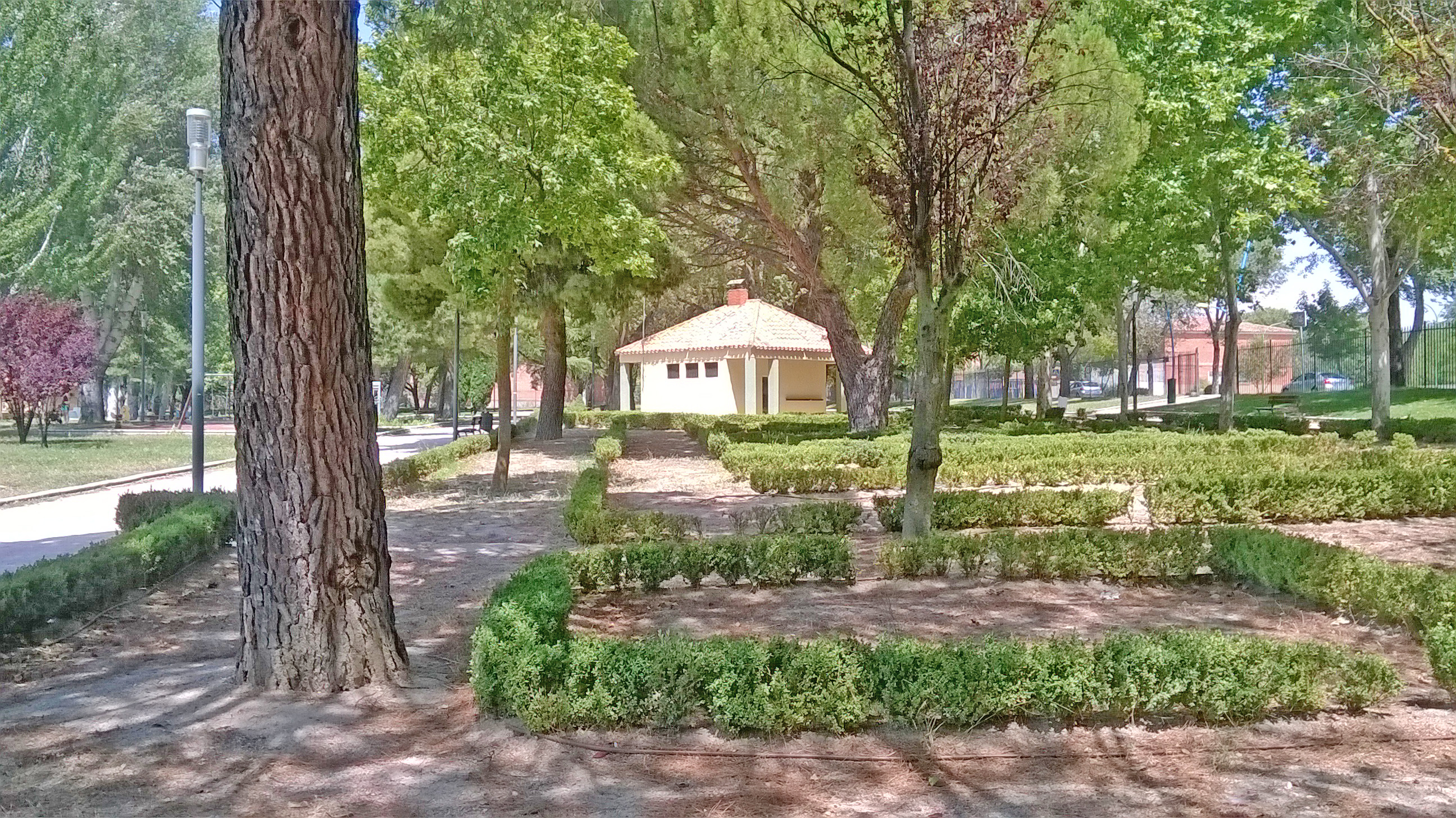
Vistas del recinto 1
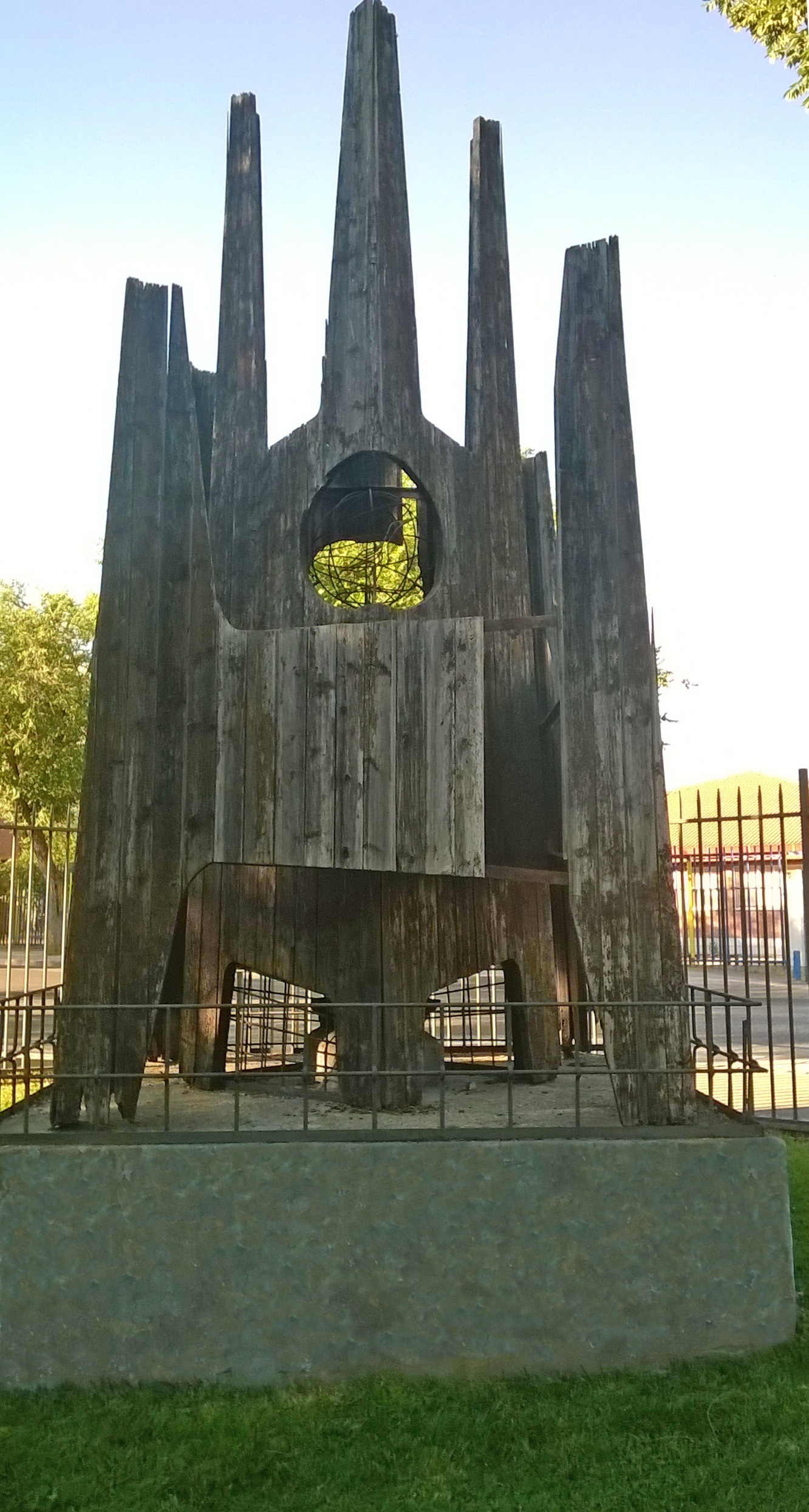
Escultura entrada
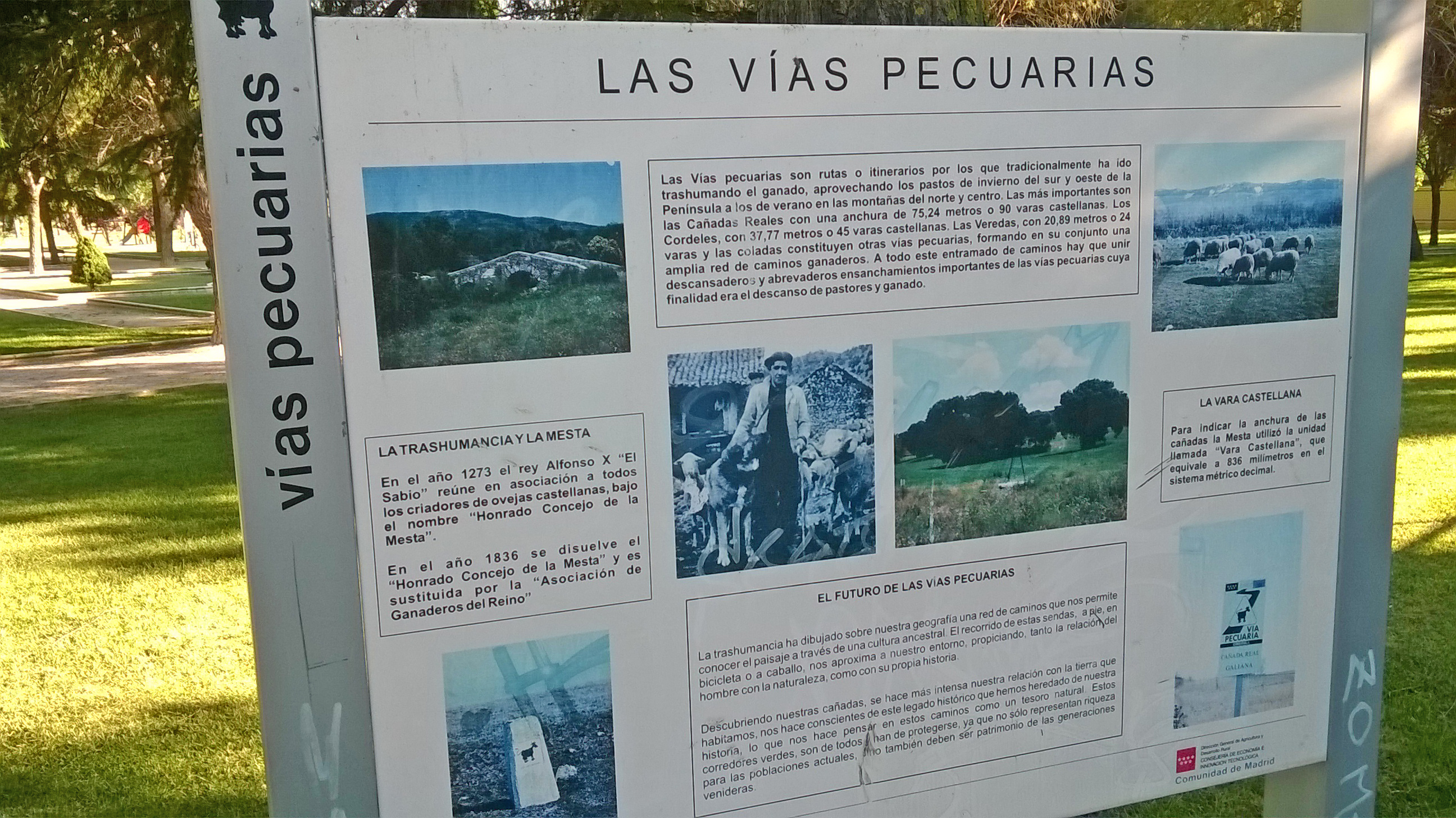
Cartel de las Vías Pecuarias

- Recinto dos: El segundo es algo más pequeño en su extensión verde, aunque cuenta con una zona de circuitos de RC.  En él se encontraban los carteles que hacían referencia a las comunidades de (Navarra, Cataluña, Castilla y León, castillas la Mancha, Ceuta y Melilla).

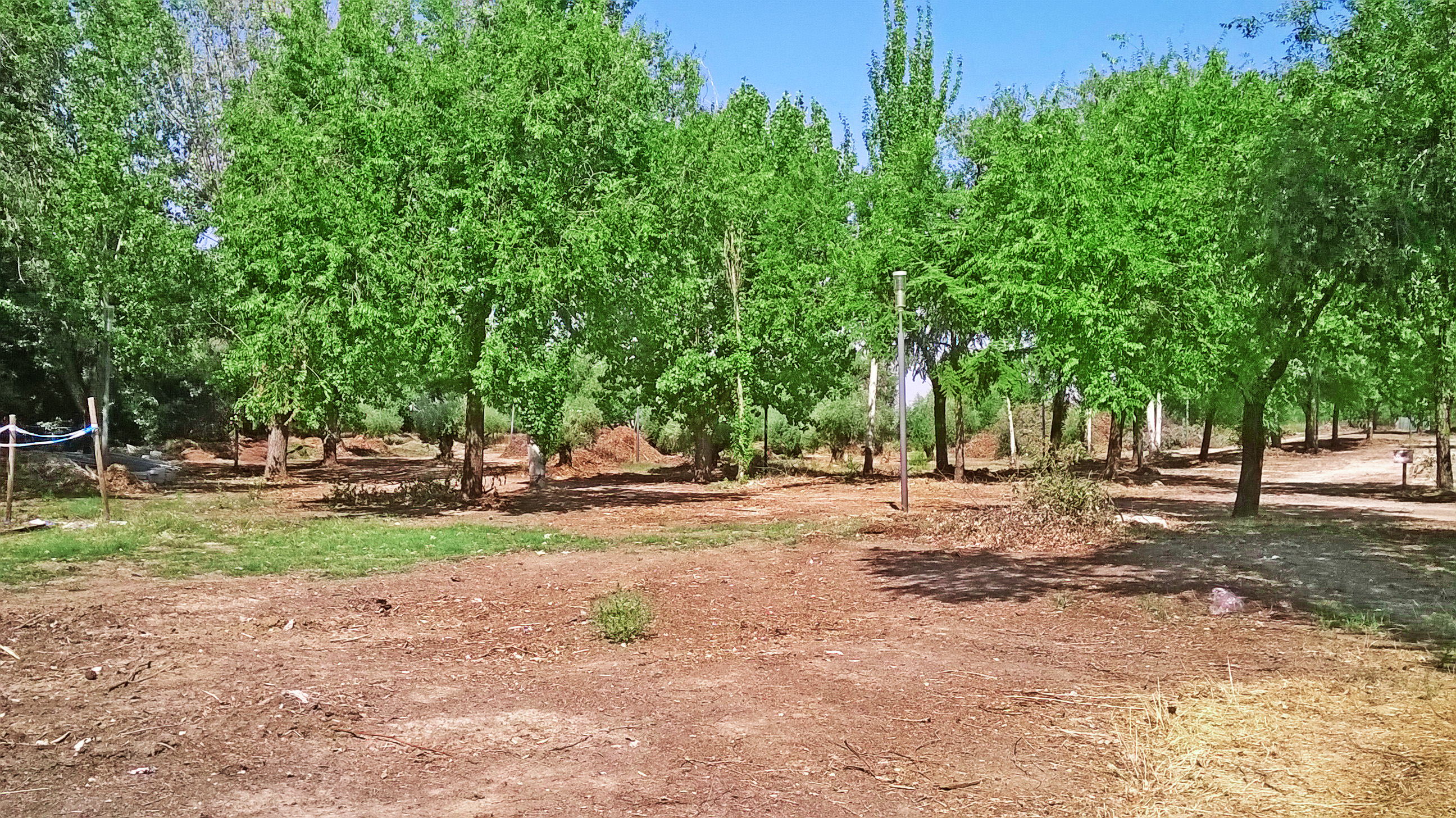
Vista del recinto 2
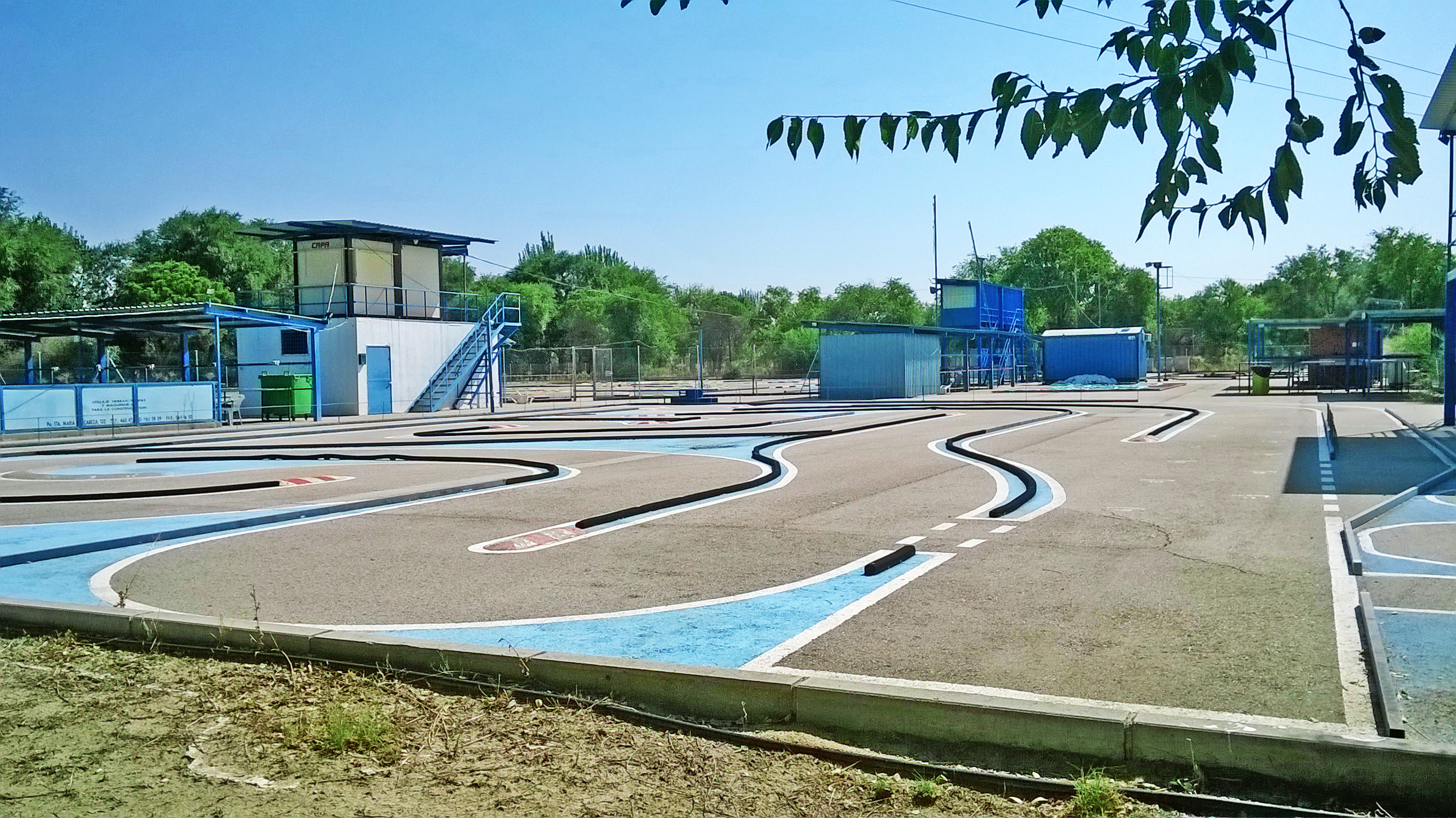
Circuito RC
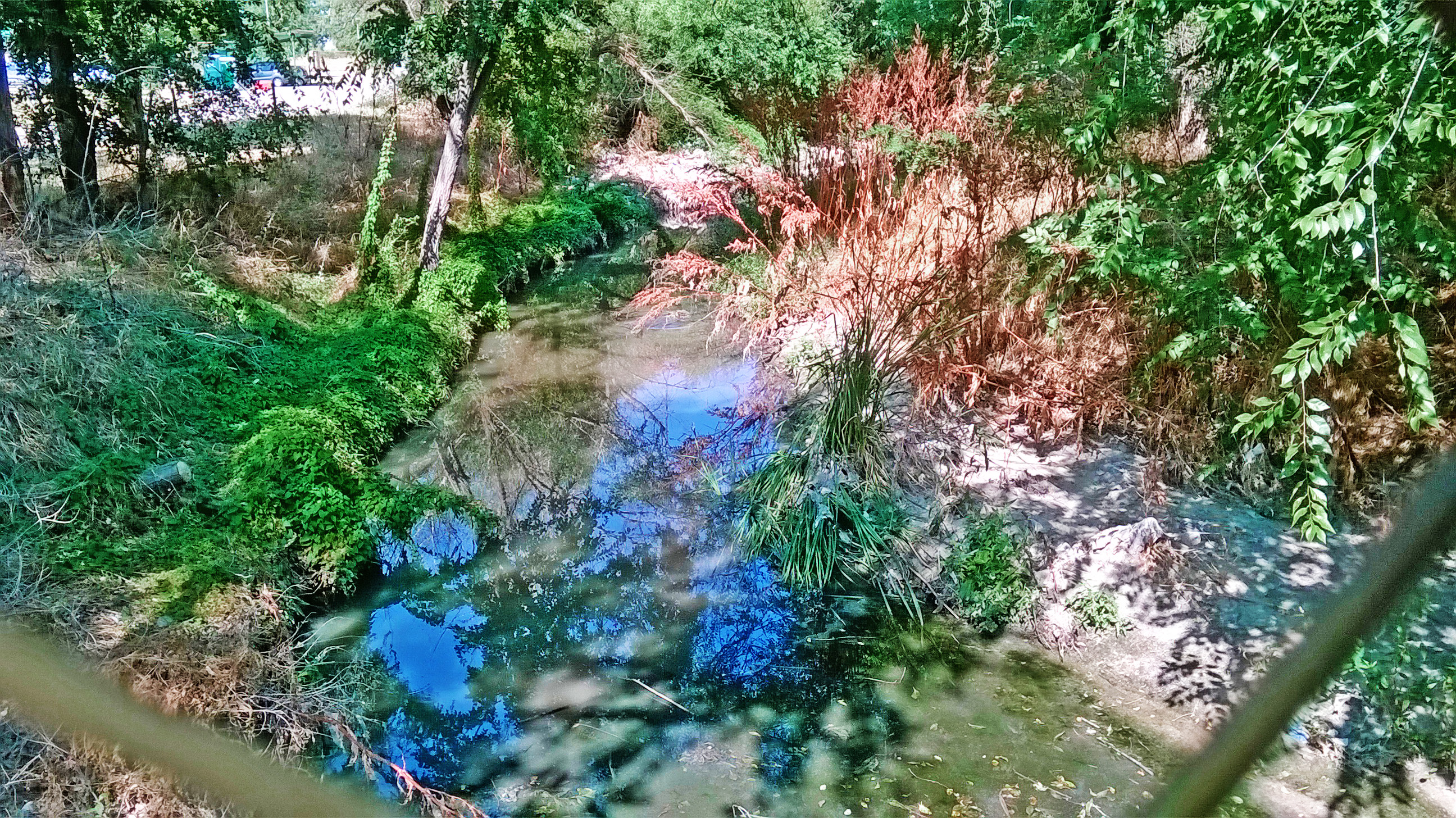
Arroyo Humanjos

- Recinto tres: El tercer recinto es muy amplio cuenta con el lago donde hay una gran fauna de aves acuáticas, además el lago cuenta con zona de pesca deportiva y piragüismo para fechas concretas, también cuenta con circuito ciclista y una zona de pícnic con barbacoas. En él se encuentran los carteles que hacen referencia a las comunidades (Andalucía, Aragón, Murcia, Extremadura, Madrid, Valencia, Canarias y Baleares). Por otro lado destaca un pequeño paseo de la poesía alrededor del lago donde se pueden escuchar poemas de grandes autores con un código QR. Este tercer recinto es conocido popularmente como parque del lago o de la Dehesa Boyal pues es el que más se aproxima a esta aunque todo pertenece a la misma.

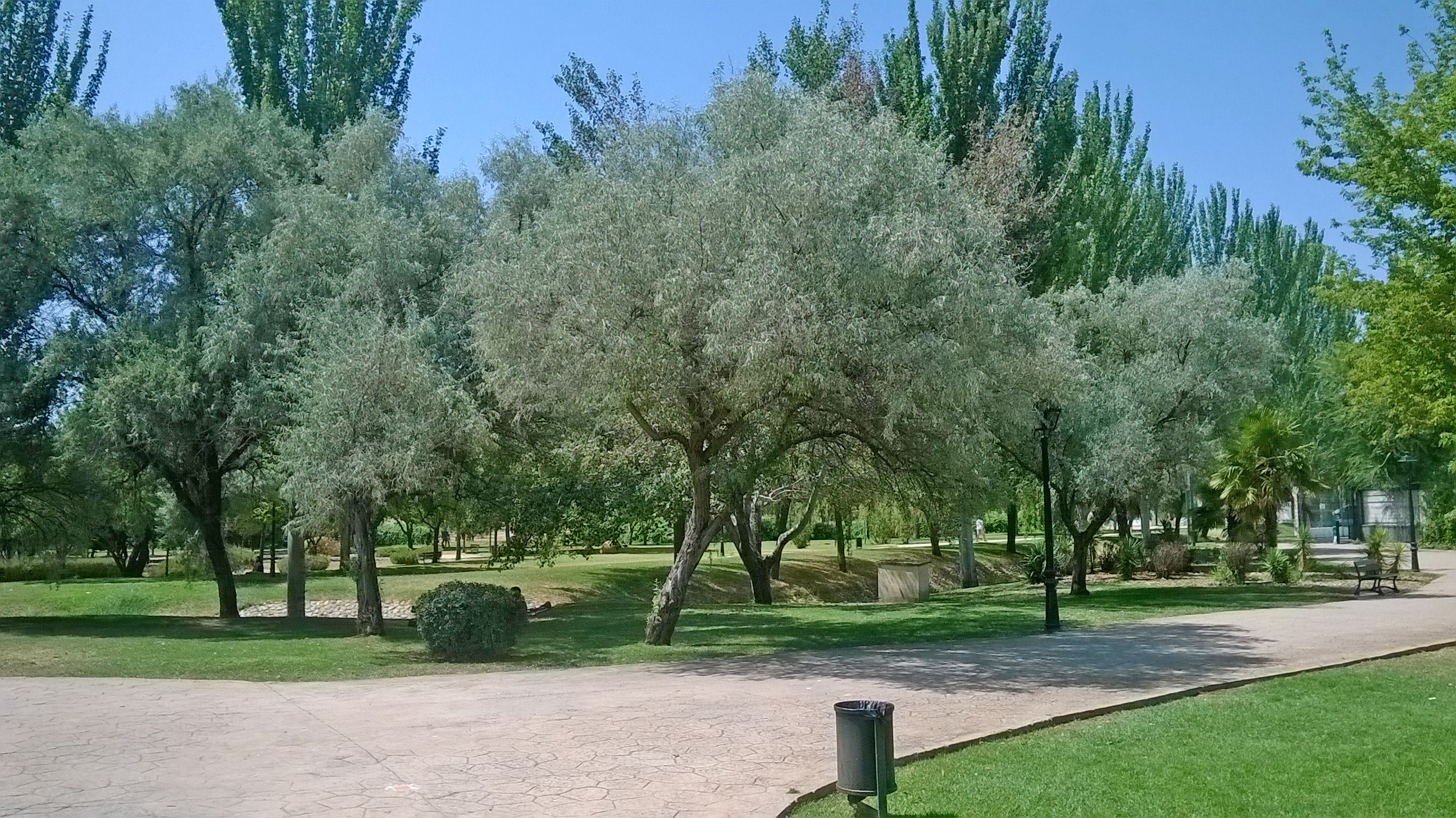
Vista del recinto 3
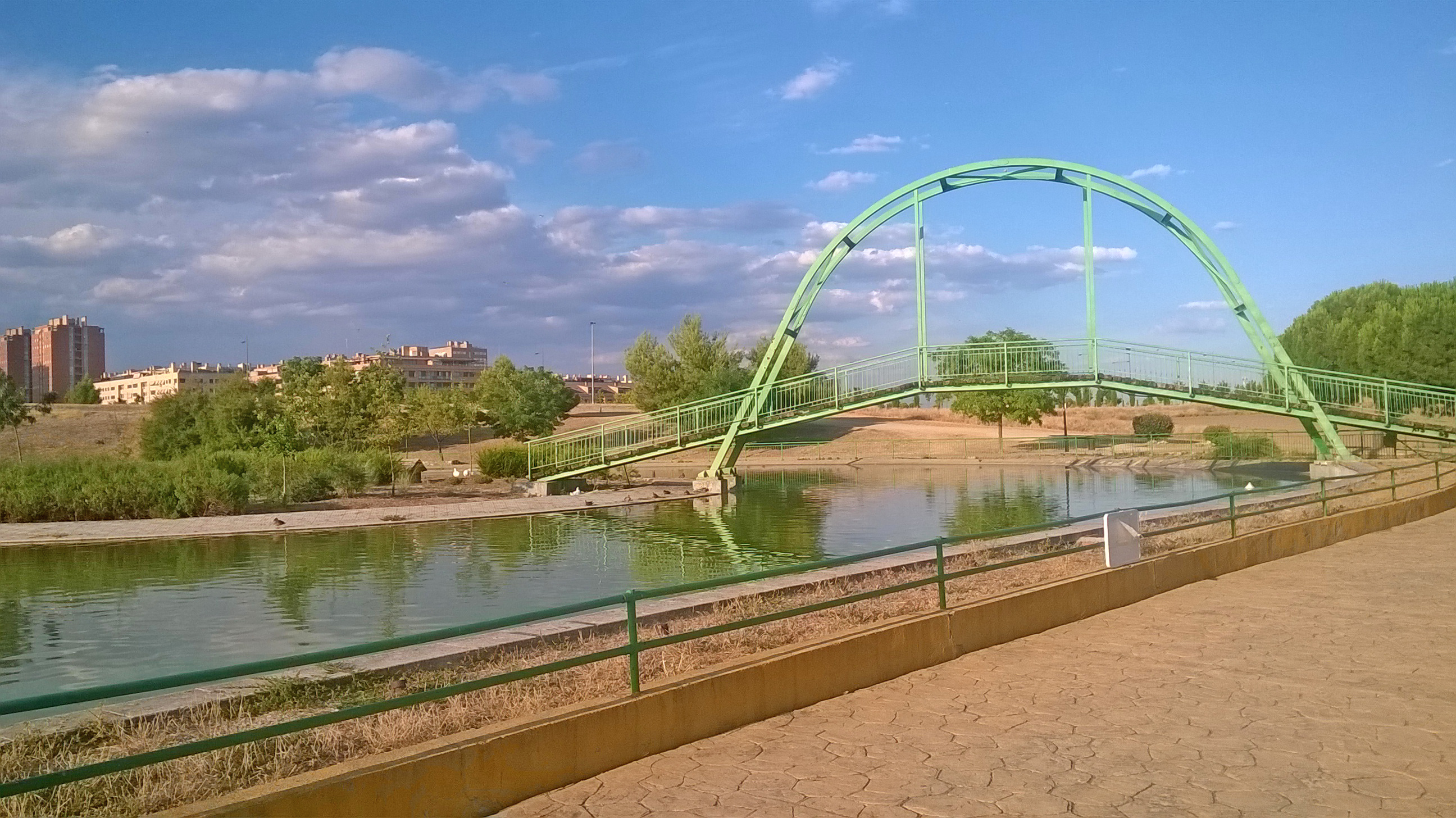
Vista del recinto 3 zona lago
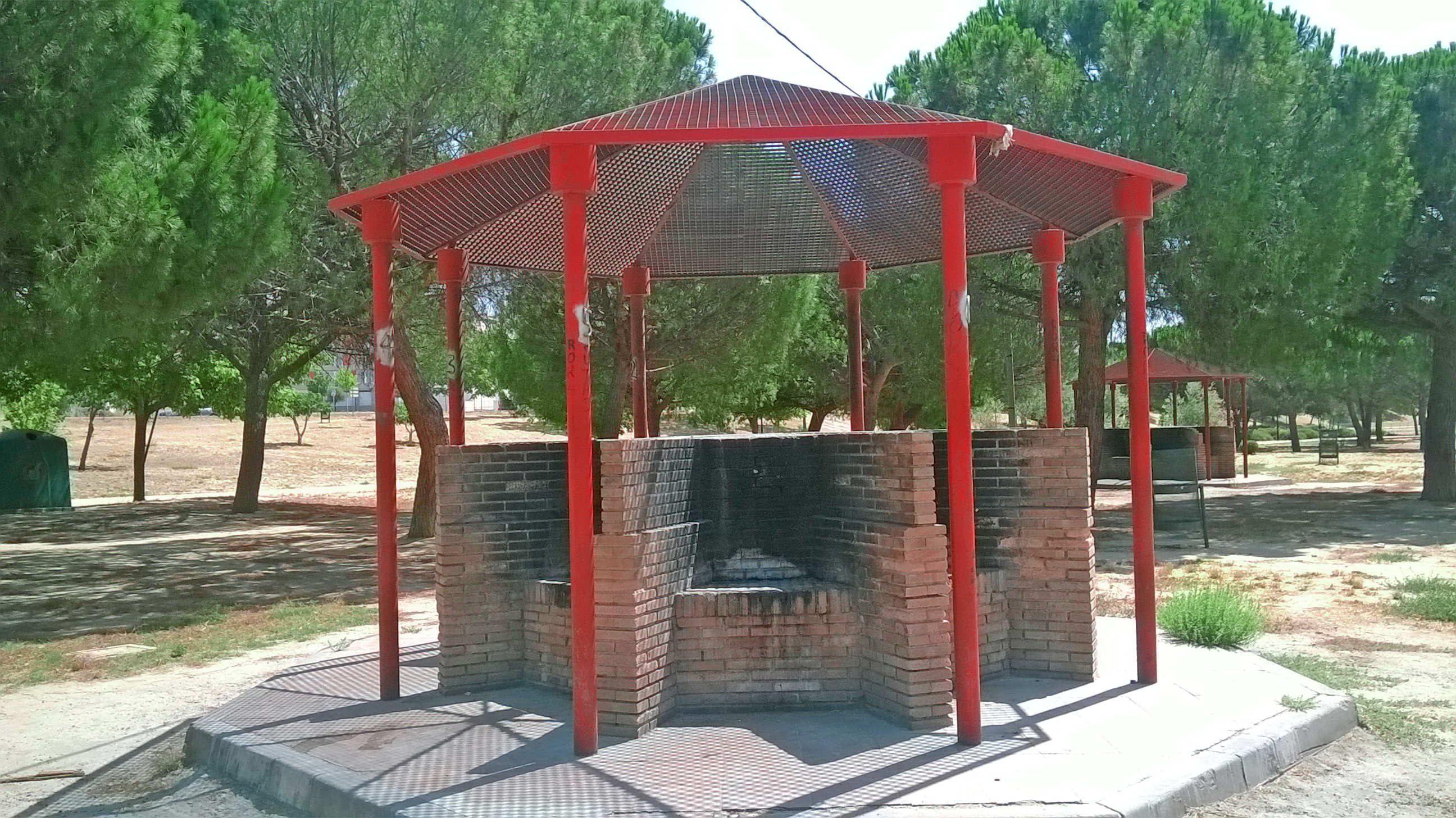
zona barbacoas
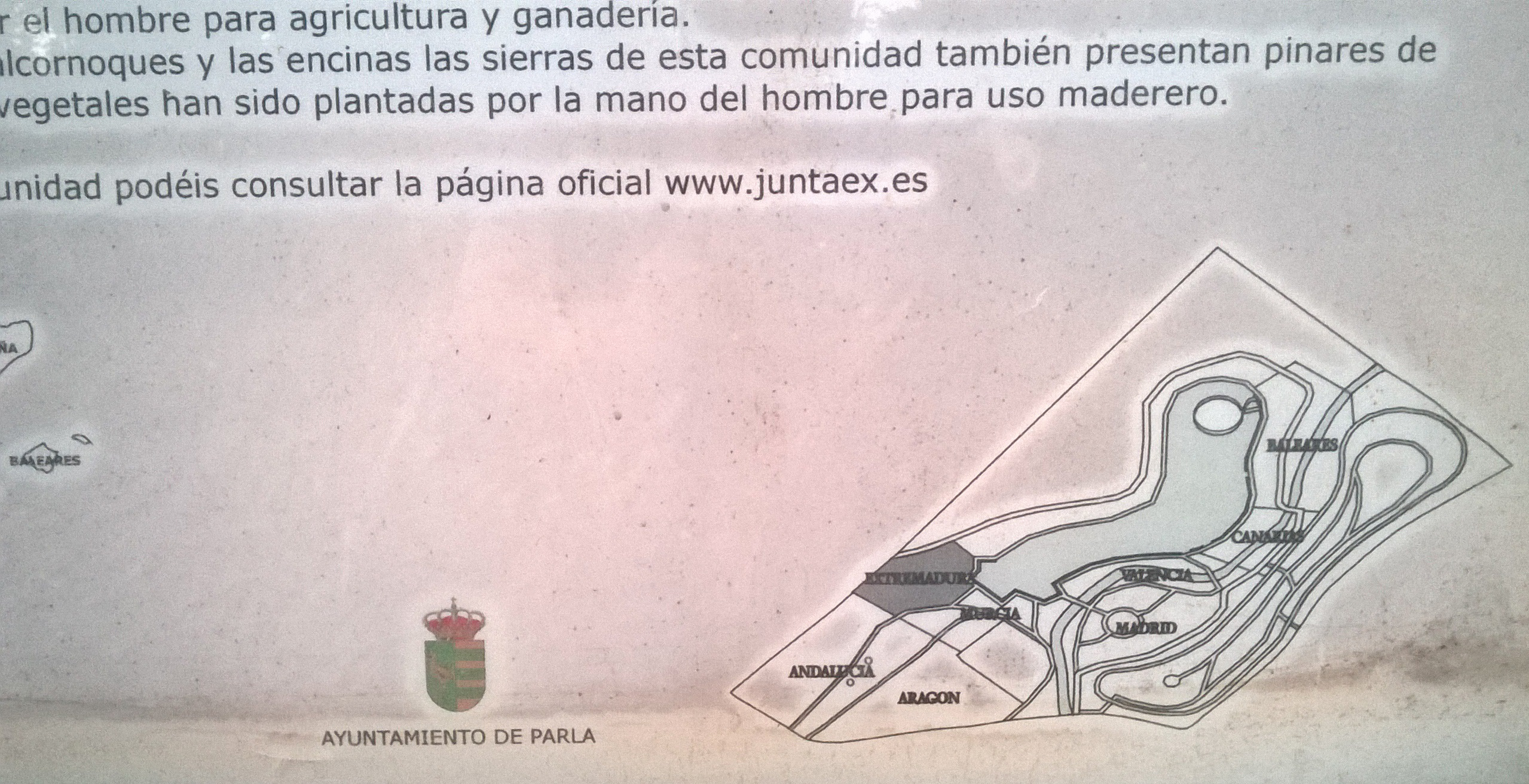
mapa del recinto 3

## Especies

### Fauna

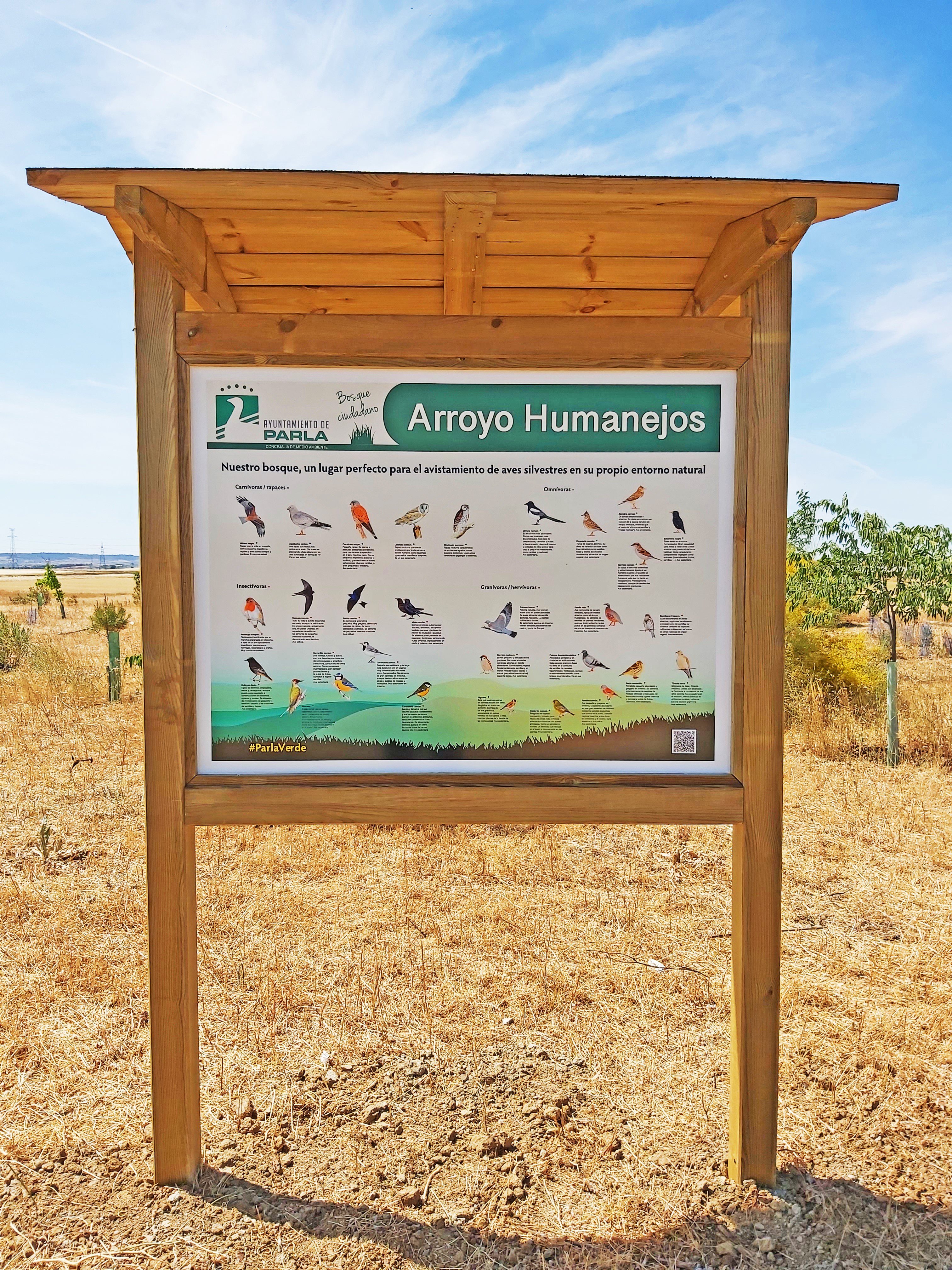
Cartel de las aves más comunes del bosque arroyo Humanejos de la dehesa boyal

En esta zona se cuentan muchas especies autóctonas y otras migratorias ya que se han adaptado al entorno, en busca de alimento así como en las zonas de cultivos de cereal como en el lago del Parque de las Comunidades de España, además de la introducción de algunas especies en el Parque como el cisne, la oca y un espacio en cautividad que cuenta con pavos reales y gallinas. En esta zona nos podemos encontrar: 
- Aves[5]

| - - Abejaruco - Abubilla - Agateador común - Aguilucho cenizo - Aguilucho lagunero - Aguilucho pálido - Alcaudón común - Alcaudón real - Alondra común - Autillo europeo - Avión común - Avutarda común - Bisbita pratense - Busardo ratonero - Carbonero común - Carbonero garrapinos - Cernícalo primilla - Cernícalo vulgar - Cistíla buitrón - Cigüeña Blanca |  | - - Codorniz común - Cogujada común - Colirrojo tizón - Cormorán grande - Cotorra argentina - Curruca Cabecinegra - Curruca capirotada - Escribano triguero - Estornino negro - Halcón peregrino - Herrerillo común - Gallineta común - Ganso del Nilo - Garcilla bueyera - Golondrina común - Gorrión común - Gorrión chillón - Gorrión molinero - Gorrión moruno - Jilguero europeo |  | - - Lavandera cascadeña - Lavandera blanca - Lechuza común - Milano negro - Milano real - Mirlo común - Mochuelo común - Mosquitero común - Pato (Ánade azulón) - Pato común - Paloma bravía - Paloma común - Paloma torcaz - Papamoscas cerrojillo - Pardillo común - Petirrojo europeo - Perdiz común - Pinzón vulgar - Pito real - Ruiseñor bastardo |  | - - Tarabilla común - Tórtola turca - Urraca común - Vencejo común - Verdecillo - Verderón común - Zorzal común |

- Mamíferos
  - Conejo de campo
  - Liebres
  - Erizos

- Reptiles y Anfibios
  - Lagartija
  - Rana
  - Salamandra
  - Tortugas

- Insectos
  - Mariposas autóctonas

- Peces

La introducción de los peces en el lago del parque de las comunidades es debido a la  pesca deportiva, donde se han adaptado a la naturaleza lo que a generado la creación de un entorno con múltiples aves acuáticas que se alimentan de ellos. 
- - Carpa común
  - Carpa Roja
  - Lucio

### Flora

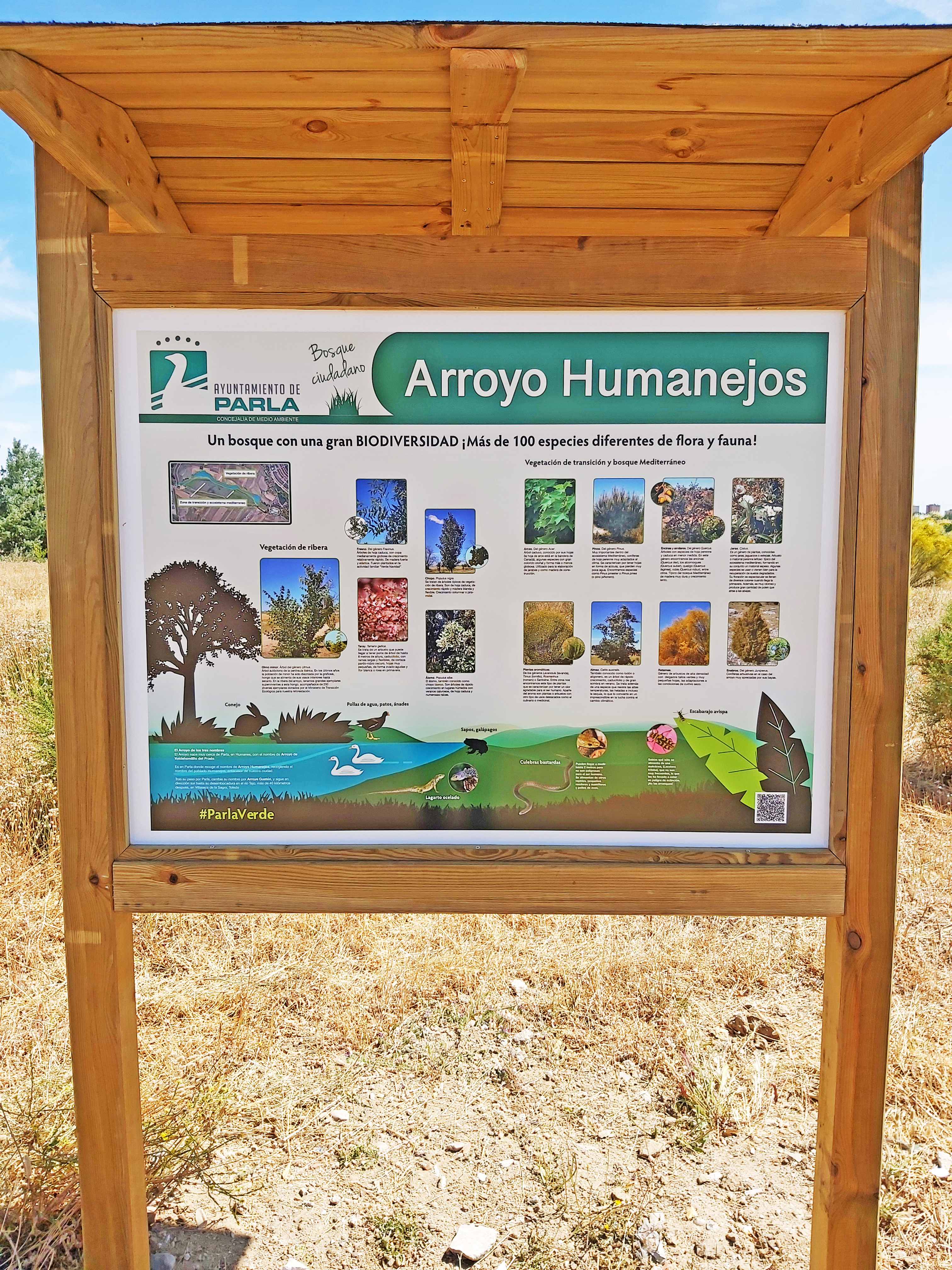
Cartel de flora más común del bosque arroyo Humanejos de la dehesa boyal

- Árboles
  - Álamos
  - Encinas
  - Fresnos
  - Chopos
  - Pinos

- Arbustos y plantas
  - Arbustos autóctonos
  - Caña
  - Coscojos
  - Jarra
  - Olivo
  - Retama
  - Romero
  - Tomillo

## Proyecto futuro gran parque del sur
Después de la recuperación del entorno de esta zona se plantea ampliar la gran extensión que ocupa todo el recorrido del arroyo Humanejos y formar un anillo verde en la ciudad que llegue hasta el cerro de la Cantueña, con esta unión Parla tendría un gran espacio natural protegido.
En 2025 Parla amplio este parque con casi 9.000 m² más y sin coste para las arcas del ayuntamiento a pesar de costar casi 200.000 € 